# Donnacona (Québec)
Pour les articles homonymes, voir Donnacona.
Donnacona est une ville située dans la municipalité régionale de comté de Portneuf, sur la rive nord du fleuve Saint-Laurent, dans la région administrative de la Capitale-Nationale, au Québec, au Canada. 

## Toponymie
Cette ville porte le nom du chef iroquois Donnacona, qui a vécu sur les bords de la rivière Saint-Charles à Québec, où était située sa bourgade amérindienne nommée Stadaconé, tel que vu et relaté par Jacques Cartier (1535). Les habitants ont pour gentilé Donnaconien et Donnaconienne.

## Histoire
L’histoire du développement de la région débute en 1672, quand l'intendant de la Nouvelle-France  Jean Talon concède à Toussaint Toupin (du Sault-à-la-Puce, Beauport) et à son fils Jean Toupin dit Dussault ce territoire à développer, nommé la Seigneurie de la Pointe-aux-Écureuils.
En 1912, l’arrivée de la Donnacona Paper Limited, qui sera ensuite connue sous le nom de la Papeterie Abitibi-Bowater, entraîne un développement urbain rapide. 
En 1915, la municipalité de Donnacona est fondée, détachée de la municipalité de Saint-Jean-Baptiste des Écureuils.

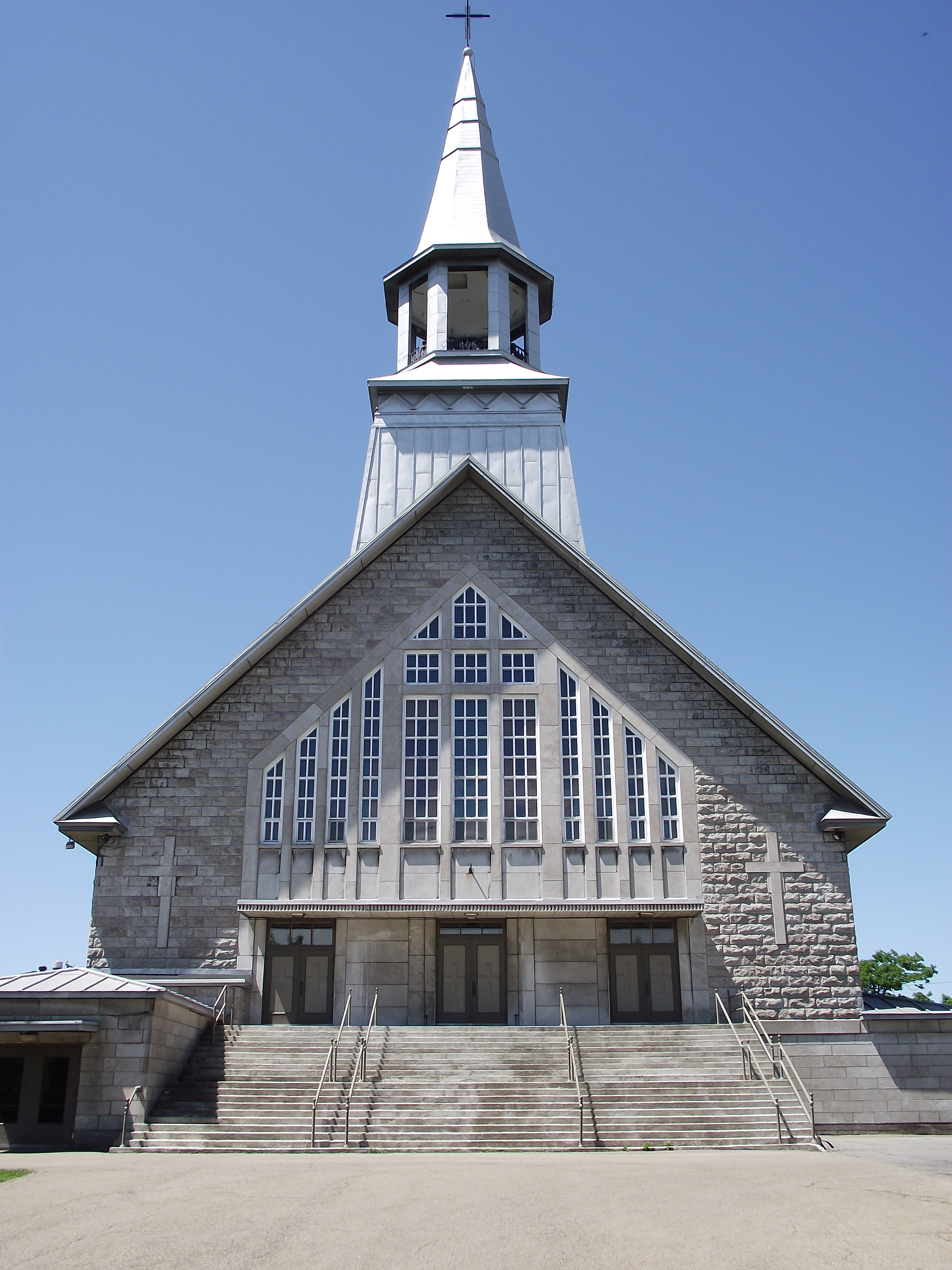
Église Sainte-Agnès
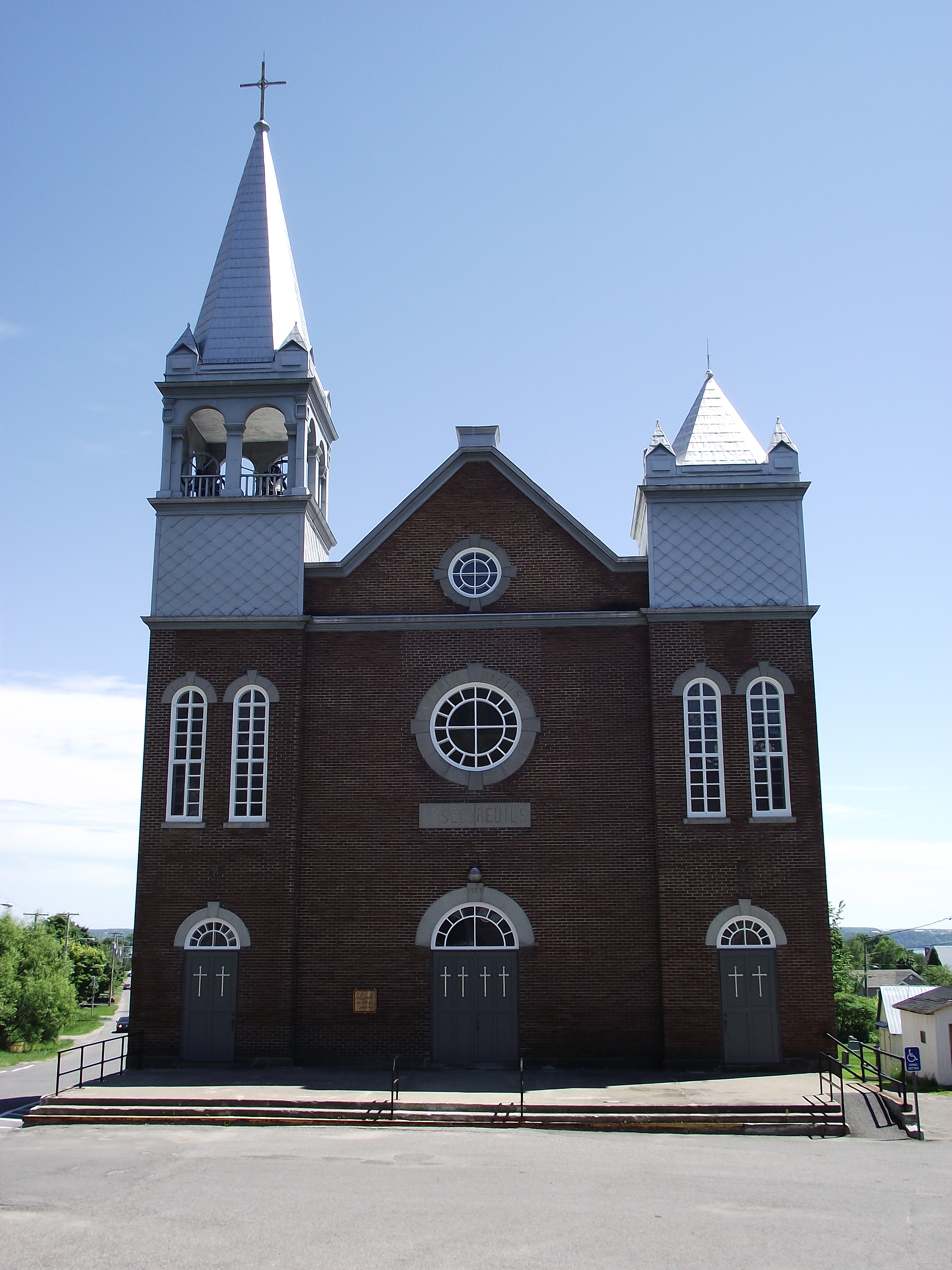
Église Saint-Jean-Baptiste

Le journal New York Times est imprimé à l’époque sur du papier fabriqué par la Papeterie Abitibi-Bowater. Au début du XXe siècle, au temps de la « révolution du papier », plus de 1 500 hommes travaillent dans les usines de la compagnie, à raison de 48 heures par semaine.
En 1924, un couvent est érigé dans la ville et des Sœurs assurent l’éducation des filles, à l’école Sainte-Agnès, tandis que des Frères enseignent aux garçons au collège Sacré-Cœur.
C’est en 1967 que la municipalité de Les Écureuils et celle de Donnacona fusionnent pour former la nouvelle ville de Donnacona.
Le général Charles de Gaulle, lors de sa célèbre visite au Québec du 23 au 26 juillet 1967, fait un arrêt à Donnacona le 24 juillet vers 10 h 30 du matin et y prononce un discours de courte durée (à environ  5  minutes) . Il s'agit alors de la première halte que fit le chef de la France, sur le fameux  " Chemin du Roy " , première route construite entre Québec et Montréal vers 1660. Le général de Gaulle fit cinq  autres étapes (Sainte Anne de la Pérade, Trois Rivières, Louiseville, Berthierville et Repentigny) avant d'arriver à Montréal, vers 19 H 45 où il prononça dans cette ville  son discours célèbre, de portée historique,  d'environ 7  minutes qui se termina notamment par son apostrophe " Vive le Québec libre !" .
Le 31 janvier 2008, la papetière Abitibi-Bowater cesse sa production pour une durée qui n'avait pas été précisée par la direction et qui deviendra ensuite permanente. À la fin du mois de mars 2011, on commence la démolition de l'usine. « Un pan d'histoire s'écroule » titrait le Courrier de Portneuf dans son édition du 30 mars 2011.

## Géographie
La rivière Jacques-Cartier délimite le nord-ouest de la municipalité en coulant vers le sud-ouest jusqu'à son embouchure dans l'estuaire du Saint-Laurent.
La rivière aux Pommes traverse le centre de la municipalité d'est en ouest vers sa confluence avec la rivière Jacques-Cartier.

## Démographie
| 1996  | 2001  | 2006  | 2011  | 2016  | 2021  |
| ----- | ----- | ----- | ----- | ----- | ----- |
| 5 739 | 5 479 | 5 564 | 6 283 | 7 200 | 7 436 |

## Administration
Les élections municipales se font en bloc pour le maire et les six conseillers.
| Donnacona Maires depuis 2002                                                                                         |                       |                                                                  |          |
| Élection | Maire                 | Qualité                                                          | Résultat |
| 2002 | André Marcoux         |                                                                  | Voir     |
| 2005 | André Marcoux         | Voir                                                             |          |
| 2009 | André Marcoux         | Voir                                                             |          |
| 2010 | Sylvain Germain       | Conseiller municipal (2005-2010) Nommé directeur-général en 2013 | Voir     |
| 2013 | Sylvain Germain       | Conseiller municipal (2005-2010) Nommé directeur-général en 2013 | Voir     |
| 2016 | Jean-Claude Léveillée |                                                                  | Voir     |
| 2017 | Jean-Claude Léveillée | Voir                                                             |          |
| 2021 | Jean-Claude Léveillée | Voir                                                             |          |
| Élection partielle en italique Depuis 2005, les élections sont simultanées dans toutes les municipalités québécoises |                       |                                                                  |          |

## Économie
Plusieurs organismes régionaux d’aide aux citoyens sont situés à Donnacona, dont le Centre local de développement de la MRC de Portneuf, le Centre local d’emploi, la Société d’aide au développement des collectivités et le Carrefour jeunesse emploi de Portneuf.
Le Parc industriel de Donnacona est situé en bordure de l’autoroute 40.

## Jumelage
La ville est jumelée avec Jarnac en France.